# Лилипуты и Блефуску

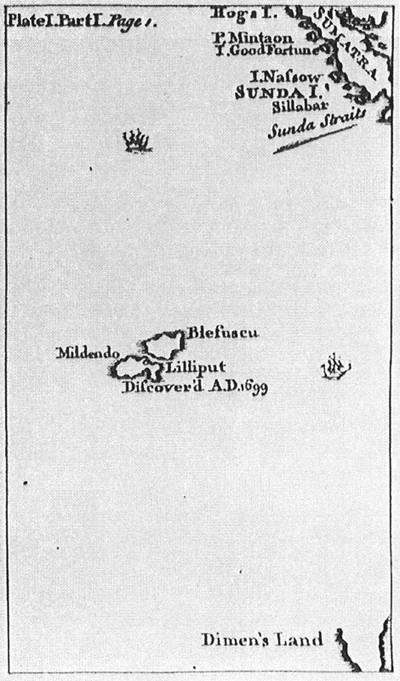
Карта Лилипутии из издания 1726 года

Лилипуты и Блефуску — народ карликов из романа английского писателя Джонатана Свифта «Путешествия Гулливера», в котором описана фантастическая страна Лилипутия, населённая крошечными людьми. В оригинале «Лилипутом» (Lilliput) называется страна, а её жители — «lilliputians», эти слова во многих языках стали нарицательными.

## Происхождение и значение слова
Английский литературовед Генри Морли высказал убедительное предположение, что Свифт образовал вымышленное название «лилипут» (Lilliput) от двух корней:
- lille (little) по-английски — маленький;
- put — презрительная кличка, происходящая от латинского слова putidus (испорченный), итальянского — putta, старофранцузских — put и pute; на этих языках таким словом называли мальчиков и девочек, предающихся порокам взрослых. От него же образовано слово puttana.

В значительном количестве современных языков изобретённое Свифтом слово стало обозначением человека очень маленького роста, в том же смысле, что и карлик или пигмей, а также используется для обозначения любых объектов, имеющих нестандартно маленькие размеры для своего класса («Машина-лилипут», саламандры-лилипуты и т. п.)

## Характеристики

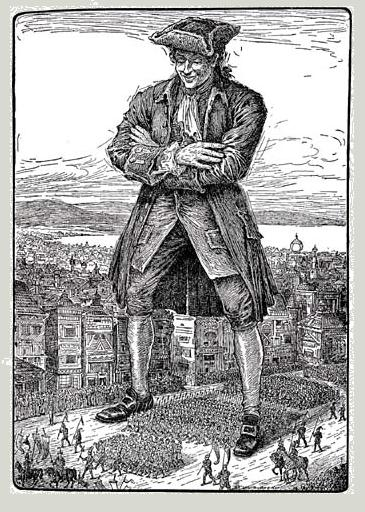
Гулливер осматривает армию лилипутов

В главе VI Гулливер «для удовольствия читателей» высказывает несколько общих замечаний о лилипутах и местной природе. Средний рост туземцев немного меньше шести дюймов (около 15 см), и ему точно соответствует рост животных и растений. Лошади и быки не бывают выше четырёх-пяти дюймов (10—13 см), а овцы — полутора дюймов, и так далее вплоть до самых крохотных созданий, которые для самого Гулливера были почти невидимы. Самые высокие деревья — не больше семи футов (около 2,1 м), вся остальная растительность соразмерна.

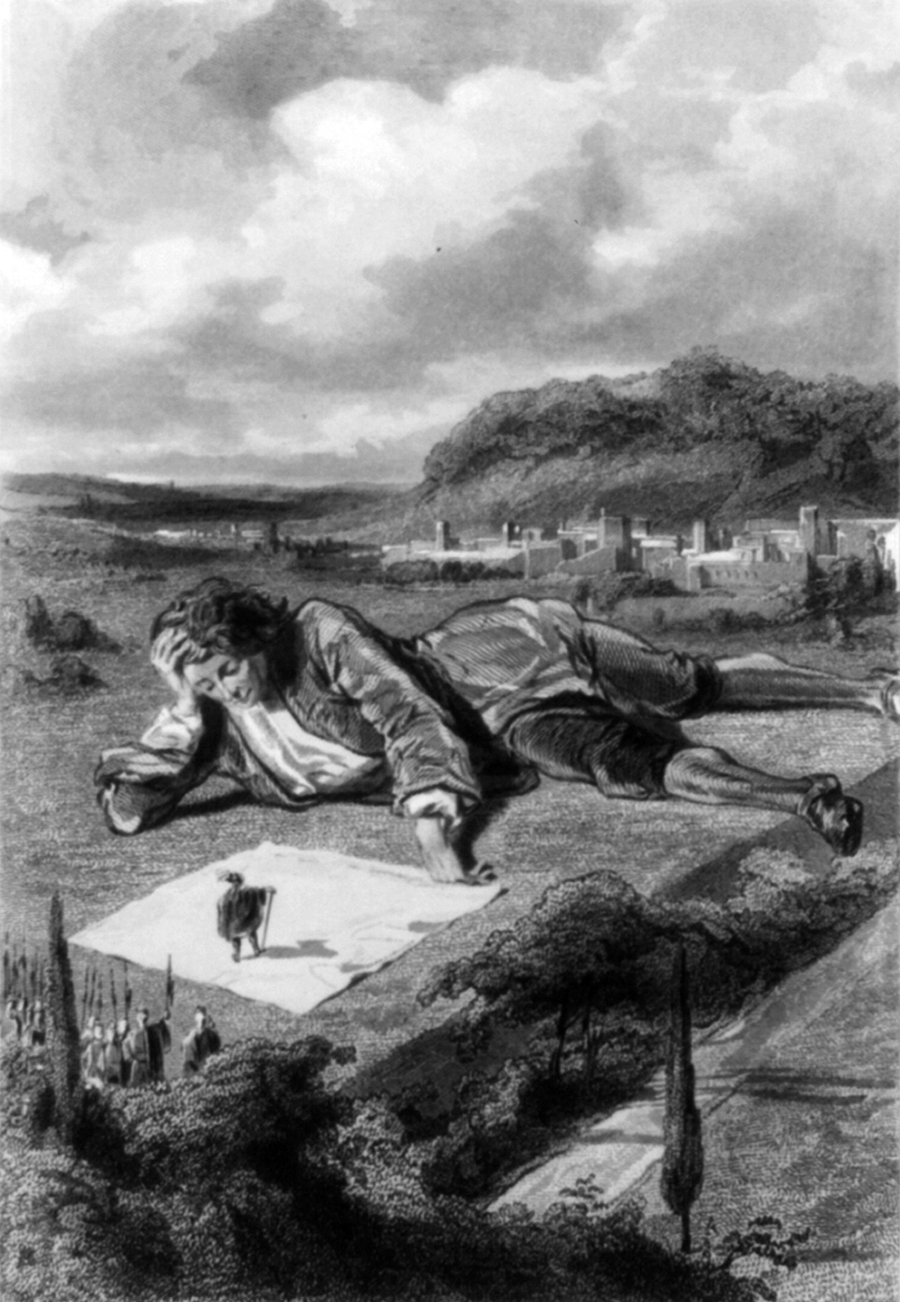
Гулливер и император лилипутов

Природа приспособила зрение лилипутов к окружающим их предметам: они хорошо видят, но на небольших расстояниях. Гулливер отмечает, что ему доставило удовольствие наблюдать, как лилипутский повар ощипывал жаворонка размером с муху, а девушка-швея продевала нитку в невидимую иглу.
У лилипутов хорошо развиты математические науки — так, например, они измерили рост Гулливера с помощью квадранта и определили, что он находится в соотношении 12:1 к лилипутскому, рассчитав его объём равным по крайней мере объёму 1728 тел лилипутов. На этом основании ему выделяют провизию.
При этом лилипутам неизвестно огнестрельное оружие и механические часы, о чём свидетельствует текст отчёта и описание реакции лилипутов на выстрел и тиканье в главе II.
Блефуску — могущественная держава, воюющая с Лилипутией. Империя Блефуску — остров, расположенный на северо-востоке от Лилипутии. Только неглубокий пролив шириной в 800 ярдов разделяет оба государства.
Поводом к войне послужило следующее событие. С незапамятных времён было принято разбивать варёные яйца с тупого конца. Случилось так, что деду нынешнего императора Лилипутии, ещё в бытность его ребёнком, подали за завтраком варёные яйца. Разбивая их по общепринятому старинному способу, мальчик порезал себе палец. Тогда император, его отец, издал указ, предписывающий всем его подданным, под страхом строгого наказания, разбивать яйца с острого конца. Этот указ до такой степени озлобил население, что был причиной шести восстаний, во время которых один император потерял жизнь, другой — корону.
Монархи Блефуску неуклонно разжигали эти восстания и укрывали их участников в своих владениях. Насчитывают до одиннадцати тысяч фанатиков, которые пошли на смертную казнь за отказ разбивать яйца с острого конца. Были напечатаны сотни огромных томов, посвящённых этому вопросу. Однако книги тупоконечников уже давно запрещены, и сама партия лишена права занимать государственные должности. Императоры Блефуску обвиняли Лилипутию в церковном расколе, в искажении основного догмата великого пророка Люсторга, изложенного в пятьдесят четвёртой главе Блундекраля. Изгнанники-тупоконечники нашли себе надёжное убежище в империи Блефуску. Постепенно они приобрели такое влияние на императора, что побудили его объявить войну Лилипутии. Война, на момент прибытия Гулливера, тянется уже тридцать шесть лун, но ни одна из враждующих сторон не может похвалиться решающими победами.

## География
Свифт помещает Лилипутию (Lilliput) в Индийском океане к северо-западу от Вандименовой Земли. Столицей островного государства является город Мильдендо (Mildendo). Блефуску (Blefuscu) также представляет собой остров, расположенный к северо-востоку от Лилипутии и отделённый от неё небольшим проливом (800 ярдов).

## Особенности культуры
Яркой чертой письменности лилипутов является то, что они пишут наискосок. В соответствии со своими религиозными представлениями (лилипуты считают, что Земля плоская и через 11 000 лун перевернётся, а мертвые воскреснут) хоронят усопших вниз головой. Лилипуты считают мошенничество тяжким преступлением, и в редких случаях оно не карается смертью.
Гулливер отмечает, что в системе лилипутского права, помимо наказания за нарушение законов, существует развитый действующий на практике институт вознаграждения — если обвиняемый доказывает свою невиновность, то обвинителя казнят, а его имущество передают потерпевшему; также, если лилипут убедительно докажет, что в течение 7 лун честно соблюдал законы своей страны, то он имеет право на денежное вознаграждение и титул «снильпела» (то есть блюстителя законов), который не наследуется его потомками. Основным критерием выбора кандидатов на государственные и общественные должности являются нравственные качества. Лилипуты считают, что ошибка, допущенная невеждой из благих намерений, не будет иметь таких последствий, как умышленное злодеяние. Гулливер тут же оговаривается, что все перечисленные им законы — это исконные установления, к которым не относятся изменения нынешнего времени упадка, например, получение придворными отличия за перепрыгивание палки или пролезания под нею.
Институт семьи у лилипутов как таковой отсутствует — в силу убеждения о том, что воспроизводство потомства и любовь родителей к детям проистекает из животных инстинктов. Дети до 12 лет воспитываются с учётом их положения и пола в особых частных школах-интернатах опытными педагогами (хотя, по замечанию Гулливера, между обучением девочек и мальчиков особой разницы нет; детей ремесленников и купцов с 11 лет начинают приучать к будущему делу).

## В культуре
The Gentleman’s Magazine в 1734—1742 годах публиковал отчёты о работе английского парламента как «Дебаты в сенате Лиллипутии», репортажи вёл молодой тогда журналист Сэмюэл Джонсон. Конфликт Лилипутии и Блефуску описан в песне российской рок-группы «Электрические партизаны» — «Блефуску».